# WD-40
WD-40은 침투유와 WD(water-displacing) 스프레이의 상표명이다. 이 스프레이는 미국 캘리포니아주 샌디에고에 있는 WD-40 컴퍼니가 제조한다.

## 역사

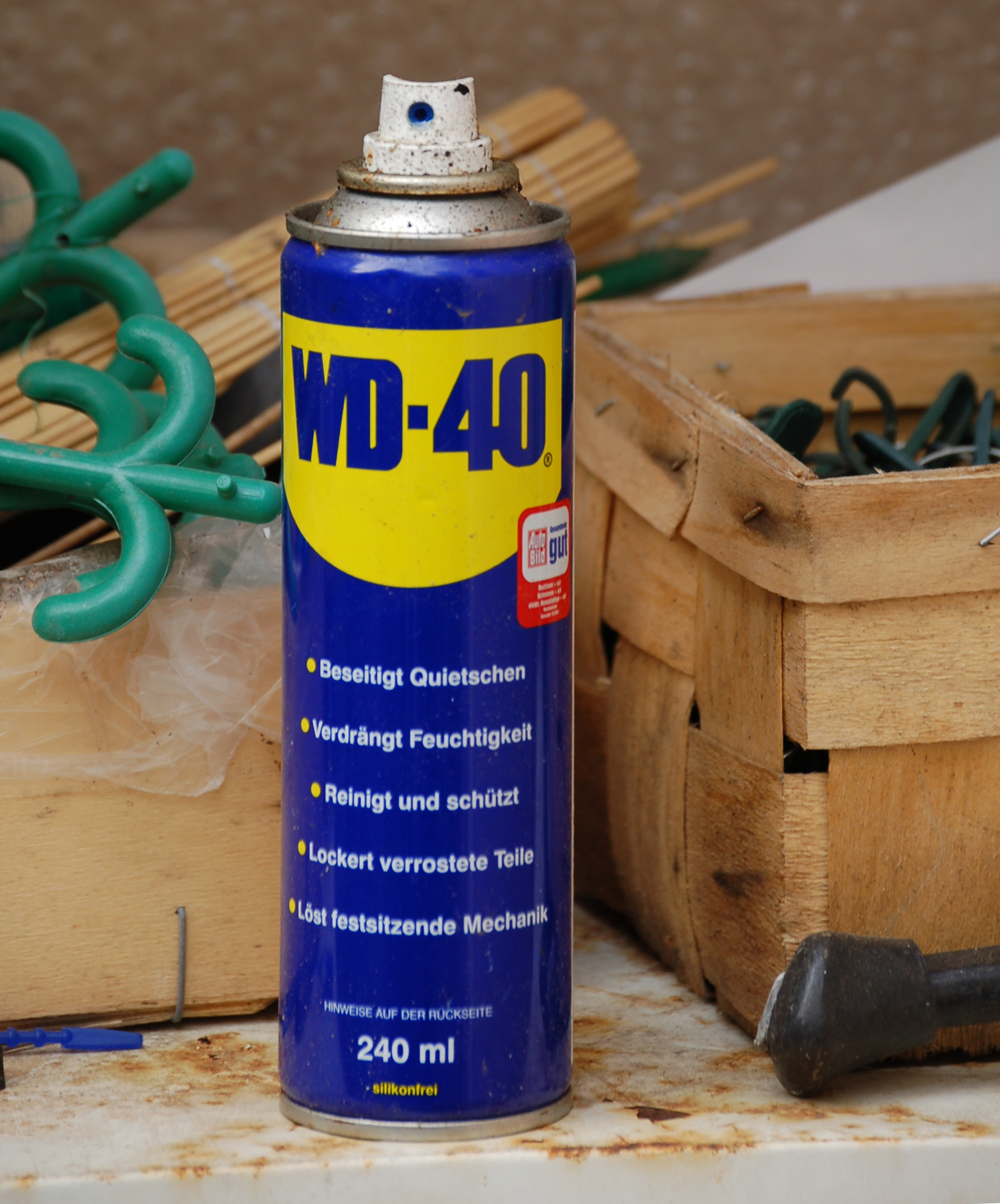
독일의 WD-40 스프레이 캔

1953년 캘리포니아 샌디에고의 로켓 케미컬 컴퍼니(나중에 WD-40 컴퍼니로 사명 변경)의 일부로서 원료마다 WD-40 배합 성분을 탐구한 사람이 각기 다르며 이 배합 성분은 영업 비밀에 부쳐졌으며 특허를 받지는 않았다.
아이리스 엥스트랜드에 따르면 샌디에고 대학교의 샌디에고와 캘리포니아 역사의 역사가 Iver Norman Lawson는 배합 성분을 발명하였다고 한 반면 WD-40 컴퍼니 웹사이트와 그 밖의 서적들, 신문들은 노만 라센이 그 역할을 했다고 이야기한다. Engstrand에 따르면, "Lawson은 당시 인정된 사람이었으나 그의 이름이 나중에 회사의 사장 Norman B. Larsen과 혼동이 되었다."  "WD-40"은 "Water Displacement, 40th formula"의 준말이며 이 제품을 개발하기 위해 40번의 시도의 결과물임을 암시한다. 다양한 탄화 수소로 구성된 이 스프레이는 원래 컨베이어 사가 아틀라스 미사일의 외피를 녹과 부식으로부터 보호하기 위해 사용하도록 설계된 것이었다. 이 외피는 또한 미사일의 종이 굵기의 연료 볼룬 탱크의 외벽 역할을 하였으며 매우 취약했기 때문에 비었을 때 질소로 채워서 붕괴를 막아야 했다. WD-40은 나중에 수많은 가정에 사용된 것으로 밝혀졌으며 1958년 샌디에고의 소비자들에게 판매되었다.

## 기능
장기간 유효 성분은 비휘발성 점성 기름이며 공급 시 표면에 남아있으며 윤활 기능을 제공하고 수분으로부터 보호한다. 휘발성 탄화수소는 증발되어 기름을 남긴다. 이 제품은 또한 산업 회사들에게 액체로 대량 판매된다.

## 배합 성분
WD-40의 배합 성분은 영업 비밀이며, 역사가 Iris Engstrand에 따르면 수년 간 변화되지 않았다.
배합물의 공개를 피하기 위해 이 제품은 1953년에 특허를 받지 않았으며 그 이후로도 특허 기회의 창구는 닫혀왔다. 캔에 적혀있듯이 WD-40의 주요 성분은 미국 물질 안전 보건 자료 정보에 따르면 다음과 같다:
- 50% "지방족 화합물".[10]
- <25% 석유 윤활기유.
- 12–18% 낮은 증기 압력 지방족탄화수소.
- 2–3% 이산화탄소.
- <10% 불활성성분.

EU 안전 시트의 독일판은 다음의 안전 관련 성분을 나열한다:
- 60–80% 수소-treated heavy 나프타
- 1–5% 이산화 탄소